# Superpohár UEFA 2011
Superpohár UEFA 2011 byl 36. ročník jednozápasové soutěže zvané Superpohár UEFA, pořádané Evropskou fotbalovou asociací UEFA. Zápas se odehrál 26. srpna 2011 na stadionu Stade Louis II. v knížectví Monako. V zápase se každoročně utkává vítěz Ligy mistrů s vítězem Evropské ligy. Účastníky byli vítěz Ligy mistrů UEFA 2010/11 - španělská FC Barcelona a vítěz Evropské ligy UEFA 2010/11 - portugalské FC Porto.
Samotný zápas vyhrál držitel titulu z Ligy mistrů - FC Barcelona, která zvítězila 2–0. O vítězství svými góly rozhodli Lionel Messi a Cesc Fàbregas. FC Barcelona získala již své 4. prvenství v této soutěži, čímž se osamostatnila na druhém místě historického žebříčku za AC Milán.

## Místo konání
Superpohár UEFA 2011 se hrál na stadionu Stade Louis II. v Monaku. Stadion má kapacitu 18 523 diváků a byl otevřen v roce 1939 aby v roce 1985 prošel rekonstrukcí. Superpohár se na tomto stadionu hrál nepřetržitě od roku 1998 a hrál se až do ročníku 2012.

## Zajímavosti
- Pokud by zápas skončil nerozhodným výsledkem v normální hrací době, následovalo by 30 minut prodloužení. Pokud by i poté nebylo rozhodnuto, následoval by penaltový rozstřel[5].
- Zápas se odehrál při teplotě 27 °C a vlhkosti vzduchu 67 %.
- Superpohár pískala šestice rozhodčích ze Nizozemska v čele s hlavním sudím, kterým byl Björn Kuipers.

## Statistiky zápasu[3]
| 26. srpna 2011 20:45   |        |          |                                                                |
| FC Barcelona           | 2 – 0  | FC Porto | Stade Louis II., Monako diváci: 18 048 rozhodčí: Björn Kuipers |
| Messi 39' Fàbregas 88' | Report |          | Stade Louis II., Monako diváci: 18 048 rozhodčí: Björn Kuipers |

| Barcelona | Porto |

| BARCELONA:    |    |                     |     |     |
|               |    |                     |     |     |
| B             | 1  | Víctor Valdés       |     |     |
| O             | 2  | Dani Alves          |     |     |
| O             | 14 | Javier Mascherano   |     |     |
| O             | 22 | Éric Abidal         |     |     |
| O             | 21 | Adriano             |     | 63' |
| Z             | 15 | Seydou Keita        |     |     |
| Z             | 6  | Xavi                |     |     |
| Z             | 8  | Andrés Iniesta      | 51' |     |
| Ú             | 17 | Pedro               |     | 80' |
| Ú             | 10 | Lionel Messi        |     |     |
| Ú             | 7  | David Villa         |     | 61' |
| Náhradníci:   |    |                     |     |     |
| B             | 36 | Oier Olazábal       |     |     |
| O             | 24 | Andreu Fontàs       |     |     |
| Z             | 4  | Cesc Fàbregas       |     | 80' |
| Z             | 11 | Thiago Alcântara    |     |     |
| Z             | 16 | Sergio Busquets     |     | 63' |
| Z             | 28 | Jonathan dos Santos |     |     |
| Ú             | 9  | Alexis Sánchez      |     | 61' |
| Trenér:       |    |                     |     |     |
| Pep Guardiola |    |                     |     |     |

| PORTO:        |    |                    |          |     |
|               |    |                    |          |     |
| B             | 1  | Helton             |          |     |
| O             | 21 | Cristian Săpunaru  |          |     |
| O             | 14 | Rolando            | 65', 86' |     |
| O             | 30 | Nicolás Otamendi   |          |     |
| O             | 13 | Jorge Fucile       |          |     |
| Z             | 23 | Souza              |          | 77' |
| Z             | 6  | Fredy Guarín       | 82', 90' |     |
| Z             | 8  | João Moutinho      |          |     |
| Ú             | 12 | Hulk               |          |     |
| Ú             | 11 | Kléber             |          | 77' |
| Ú             | 10 | Cristian Rodríguez | 30'      | 69' |
| Náhradníci:   |    |                    |          |     |
| B             | 31 | Rafael Bracalli    |          |     |
| O             | 4  | Maicon             |          |     |
| Z             | 7  | Fernando Belluschi |          | 77' |
| Z             | 25 | Fernando           |          | 77' |
| Z             | 35 | Steven Defour      |          |     |
| Ú             | 17 | Silvestre Varela   |          | 69' |
| Ú             | 20 | Djalma             |          |     |
| Trenér:       |    |                    |          |     |
| Vítor Pereira |    |                    |          |     |

| Muž zápasu: Andrés Iniesta (Barcelona) Asistenti rozhodčího: Erwin Zeinstra Berry Simons Čtvrtý rozhodčí: Bas Nijhuis Brankoví rozhodčí: Richard Liesveld Danny Makkelie |

## Vítěz
| Superpohár UEFA 2011 FC Barcelona (4. vítězství) |